# Вайола (Теннессі)
Вайола (англ. Viola) — місто (англ. town) в США, в окрузі Воррен штату Теннессі. Населення — 93 особи (2020).

## Географія
Вайола розташована за координатами 35°32′19″ пн. ш. 85°51′38″ зх. д. / 35.53861° пн. ш. 85.86056° зх. д. (35.538708, -85.860575).  За даними Бюро перепису населення США в 2010 році місто мало площу 0,44 км², уся площа — суходіл.

## Демографія
Згідно з переписом 2010 року, у місті мешкала 131 особа в 54 домогосподарствах у складі 36 родин. Густота населення становила 295 осіб/км².  Було 67 помешкань (151/км²).
Расовий склад населення:
| - 89,3 % — білих - 6,1 % — чорних або афроамериканців - 3,8 % — осіб інших рас |

До двох чи більше рас належало 0,8 %. Частка іспаномовних становила 7,6 % від усіх жителів.
За віковим діапазоном населення розподілялося таким чином: 19,1 % — особи молодші 18 років, 61,1 % — особи у віці 18—64 років, 19,8 % — особи у віці 65 років та старші. Медіана віку мешканця становила 42,2 року. На 100 осіб жіночої статі у місті припадало 104,7 чоловіків;  на 100 жінок у віці від 18 років та старших — 82,8 чоловіків також старших 18 років.
За межею бідності перебувало 41,1 % осіб, у тому числі 25,0 % дітей у віці до 18 років та 26,7 % осіб у віці 65 років та старших.
Цивільне працевлаштоване населення становило 18 осіб. Основні галузі зайнятості: транспорт — 27,8 %, роздрібна торгівля — 22,2 %, виробництво — 22,2 %.